# Przejście graniczne Medyka-Szeginie

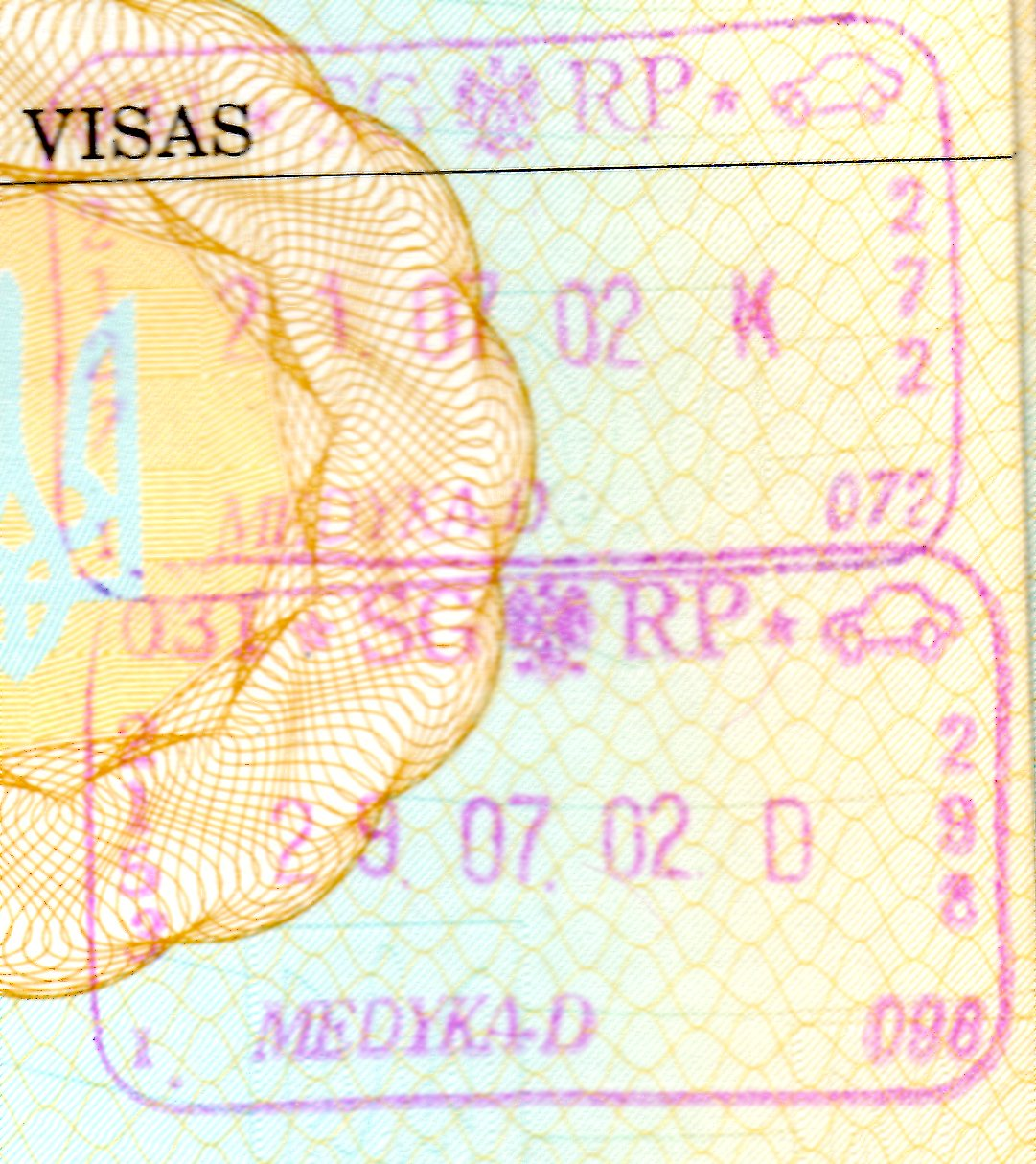
Stempel kontroli granicznej

Przejście graniczne Medyka-Szeginie – polsko-ukraińskie drogowe przejście graniczne położone w województwie podkarpackim, w powiecie przemyskim, w gminie Medyka, w miejscowości Medyka. Znajduje się 12 km na wschód od Przemyśla.
Czynne jest przez całą dobę. Dopuszczony jest ruch osób oraz środków transportowych i towarów niezależnie od przynależności państwowej oraz mały ruch graniczny. Przejście graniczne obsługuje Placówka Straży Granicznej w Medyce.W przejściu wydzielono również przejście piesze, które składa się z dwóch równoległych pasów dla pieszych o długości około 300 m, przedzielonych 5-metrowym ogrodzeniem.
Do przejścia dochodzą drogi:
- 28 Droga krajowa nr 28: Zator – Wadowice – Nowy Sącz – Krosno – Przemyśl – Medyka – granica państwa ( Polska)
- M11 Droga międzynarodowa M11: granica państwa – Szeginie – Lwów ( Ukraina)

## Historia
Przejście zostało otwarte 25 listopada 1945 r. Od 18 września 1964 r. funkcjonowało w tym miejscu przejście graniczne drogowe Medyka, jedno z dwóch na całej granicy polsko-radzieckiej. Czynne początkowo było w godz. 7.00 – 21.00. Od 1975 r. przejście było czynne w dniach od 1 maja do 30 października całodobowo, a od 31 października do 30 kwietnia w godz. 7.00 – 21.00. Od 20 lutego 1979 r. przejście zaczęło pracować całodobowo przez cały rok. Dopuszczony był ruch osobowy i towarowy. Od 24 stycznia 1986 r. wprowadzono uproszczony ruch graniczny na podstawie przepustek. Przed reformą sieci drogowej w grudniu 1985 roku stanowiło punkt końcowy drogi międzynarodowej E22. Po rozpadzie ZSRR kontynuowało działalnośc dzięki umowie między Rządem Rzeczypospolitej Polskiej a Rządem Ukrainy.
Po rozpoczęciu inwazji Rosji na Ukrainę, zdecydowana większość uchodźców uciekających z Ukrainy przekroczyła granicę na tym przejściu.